# Kanton Trèves
Kanton Trèves (francouzsky Canton de Trèves) je francouzský kanton v departementu Gard v regionu Languedoc-Roussillon. Tvoří ho šest obcí.

## Obce kantonu
- Causse-Bégon
- Dourbies
- Lanuéjols
- Revens
- Saint-Sauveur-Camprieu
- Trèves